# Венере (Арецо)
Венере је насеље у Италији у округу Арецо, региону Тоскана.
Према процени из 2011. у насељу је живело 192 становника. Насеље се налази на надморској висини од 221 м.